# Tuổi trưởng thành
Tuổi trưởng thành (tiếng Anh: age of maturity) là ngưỡng tuổi để một người được coi là người đủ trưởng thành, ngưỡng tuổi này được công nhận hay tuyên bố công khai trong pháp luật. Đó là thời điểm mà lứa tuổi vị thành niên kết thúc, một người được xem là đủ tuổi và đủ khả năng kiểm soát bản thân cũng như các hành động và quyết định của mình, và theo đó là chấm dứt sự kiểm soát và trách nhiệm pháp lý của phụ huynh hay người giám hộ lên bản thân mình. Hầu hết các nước đều quy định tuổi trưởng thành là 18 tuổi, nhưng một số nước lại quy định ở độ tuổi cao hơn hoặc thấp hơn.

## Tuổi trưởng thành

### 15 tuổi
- Indonesia
- Yemen

### 16 tuổi
- Campuchia
- Cuba
- Myanmar
- Vương Quốc Anh Scotland

### 17 tuổi
- Bắc Triều Tiên
- Đông Timor

### 18 tuổi
- Afghanistan
- Albania
- Andorra
- Antigua và Barbuda
- Argentina
- Angola
- Armenia
- Úc
- Áo
- Azerbaijan
- Bahamas
- Bahrain
- Bangladesh
- Barbados
- Belarus
- Bỉ
- Belize
- Bhutan
- Bolivia
- Bosnia and Herzegovina
- Botswana
- Brazil
- Brunei
- Bulgaria
- Burundi
- Canada Alberta Manitoba Ontario Prince Edward Island Quebec Saskatchewan Chile
- Trung Quốc Trung Quốc đại lục Hong Kong Macau
- Colombia
- Comoros
- Costa Rica
- Croatia
- Cyprus
- Czech Republic
- Denmark (bao gồm quần đảo Faroe và Greenland)
- Djibouti
- Dominica
- Cộng hòa Dominica
- Ecuador
- Ai Cập
- El Salvador
- Estonia
- Fiji
- Phần Lan
- Pháp
- Đức
- Georgia
- Ghana
- Hy Lạp
- Guatemala
- Guinea
- Guinea-Bissau
- Guyana
- Haiti
- Hungary
- Iceland
- Ấn Độ
- Iran
- Iraq
- Ireland
- Israel
- Ý
- Jamaica
- Nhật Bản
- Jordan
- Kazakhstan
- Kenya
- Kyrgyzstan
- Lào
- Latvia
- Lebanon
- Libya
- Liechtenstein
- Lithuania
- Luxembourg
- Malawi
- Malaysia
- Maldives
- Malta
- Mauritania
- Mauritius
- Mexico
- Moldova
- Monaco
- Morocco
- Mongolia
- Montenegro
- Namibia
- Nepal
- Hà Lan
- Nicaragua (nữ)
- Nigeria
- Bắc Macedonia
- Na Uy
- Oman
- Pakistan
- Palau
- Palestine
- Panama
- Paraguay
- Peru
- Philippines
- Ba Lan
- Bồ Đào Nha
- Qatar
- Romania
- Nga
- Rwanda
- Saint Kitts và Nevis
- Saint Vincent và Grenadines
- Ả Rập Xê Út
- Senegal
- Seychelles
- Singapore
- Slovakia
- Slovenia
- Somalia
- Nam Phi
- Tây Ban Nha
- Sri Lanka
- Sudan
- Thụy Điển
- Thụy Sĩ
- Syria
- Serbia
- Đài Loan
- Tajikistan
- Tanzania
- Trinidad và Tobago
- Tunisia
- Thổ Nhĩ Kỳ
- Uganda
- Ukraine
- Anh Quốc Anh Wales Bắc Ireland Lãnh thổ phụ thuộc: Đảo Man Jersey Guernsey Lãnh thổ Hải ngoại:
- Gibraltar
- Hoa Kỳ: mọi bang, vùng lãnh thổ, Washington, D.C. ngoại trừ các bang được liệt kê phía dưới
- Uruguay
- Uzbekistan
- Thành Vatican
- Venezuela
- Zimbabwe
- Việt Nam

### 19 tuổi
- Algeria
- Canada
  - Nova Scotia
  - New Brunswick
  - British Columbia
  - Newfoundland và Labrador
  - Các Lãnh thổ Tây Bắc
  - Yukon
  - Nunavut
- Nam Triều Tiên
- Hoa Kỳ
  - Alabama
  - Nebraska

### 20 tuổi
- New Zealand
- Thái Lan

### 21 tuổi và 21 tuổi trở lên
- Cameroon
- Chad
- Bờ Biển Ngà
- Eswatini
- Gabon
- Grenada
- Honduras
- Kuwait
- Lesotho
- Madagascar
- Nicaragua (nam)
- Niger
- Puerto Rico
- Samoa
- Các Tiểu vương quốc Ả Rập Thống nhất
- Hoa Kỳ Mississippi
- Zambia